# Bed & Breakfast - Servizio in camera
Bed & Breakfast - Servizio in camera (Bed & Breakfast) è un film statunitense del 1992 diretto da Robert Ellis Miller.